# Stephen Csillag
Stephen „Steve“ Csillag (* 19. April 1907 in Ungarn; † 26. Mai 1969 in Los Angeles, Kalifornien) war ein ungarisch-US-amerikanischer Filmtechniker und Filmeditor. Bei der Oscarverleihung 1950 wurde er mit einem Oscar für technische Verdienste ausgezeichnet.

## Leben
Im Jahr 1940 wirkte Csillag als Filmeditor an dem Zeichentrickfilm Fantasia der Walt Disney Studios, einem Klassiker der Filmgeschichte, mit. Bei dem 1944 veröffentlichten Musicalfilm Sweethearts of the U.S.A. mit Una Merkel war Csillag ebenfalls als Editor tätig.  
Csillag, der zu diesem Zeitpunkt für Paramount Pictures arbeitete, wurde auf der Oscarverleihung 1950 zusammen mit Charles R. Daily mit einem Technical Achievement Award ausgezeichnet „für die gemeinsame Arbeit im Paramount Studio, Bereich Ingenieurwesen, Editorial und Musik-Department für ein neues Präzisionsverfahren zur Berechnung variabler Klick-Spuren“ („for a new precision method of computing variable tempo click tracks“).

## Auszeichnung
Oscar für technische Verdienste Zertifikat der Klasse III
- Oscarverleihung 1950: Technical Achievement Award